# مايك براونينج
مايك براونينج (بالإنجليزية: Mike Browning)‏ هو موسيقي أمريكي، ولد في 26 مايو 1964 في الولايات المتحدة.

## وصلات خارجية
- مايك براونينج على موقع ميوزك برينز (الإنجليزية)
- مايك براونينج على موقع أول ميوزيك (الإنجليزية)
- مايك براونينج على موقع ديسكوغز (الإنجليزية)